# NGC 4252
NGC 4252 is een spiraalvormig sterrenstelsel in het sterrenbeeld Maagd. Het hemelobject werd op 26 mei 1864 ontdekt door de Duitse astronoom Albert Marth.

## Synoniemen
- UGC 7343
- MCG 1-31-45
- ZWG 41.76
- VCC 289
- PGC 39537